# تادان (چی‌تون)
قصبه تادان (به ویتنامی: Xã Tà Đảnh) یک قصبه در ویتنام است که در تابعیت شهرستان چی‌تون، در استان آن‌جانگ می‌باشد.